# Zamek w Otmuchowie

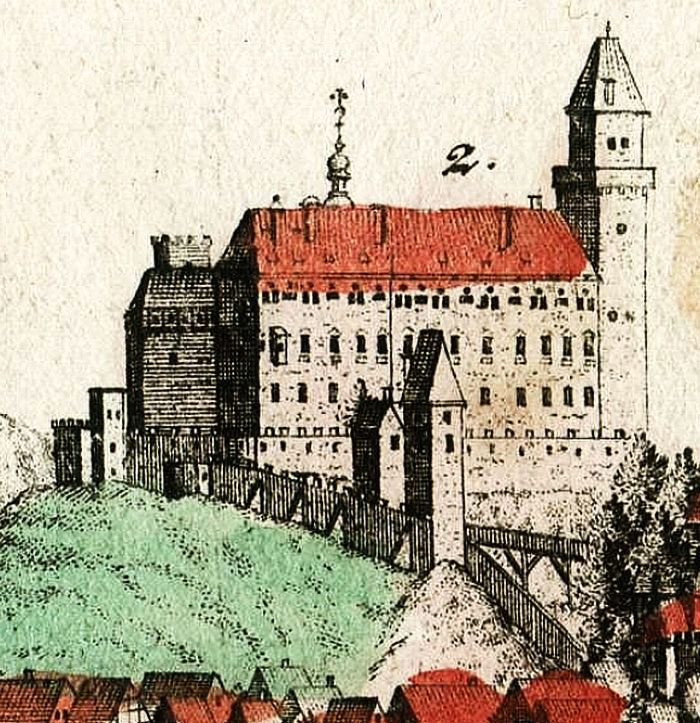
Zamek w 1738 roku

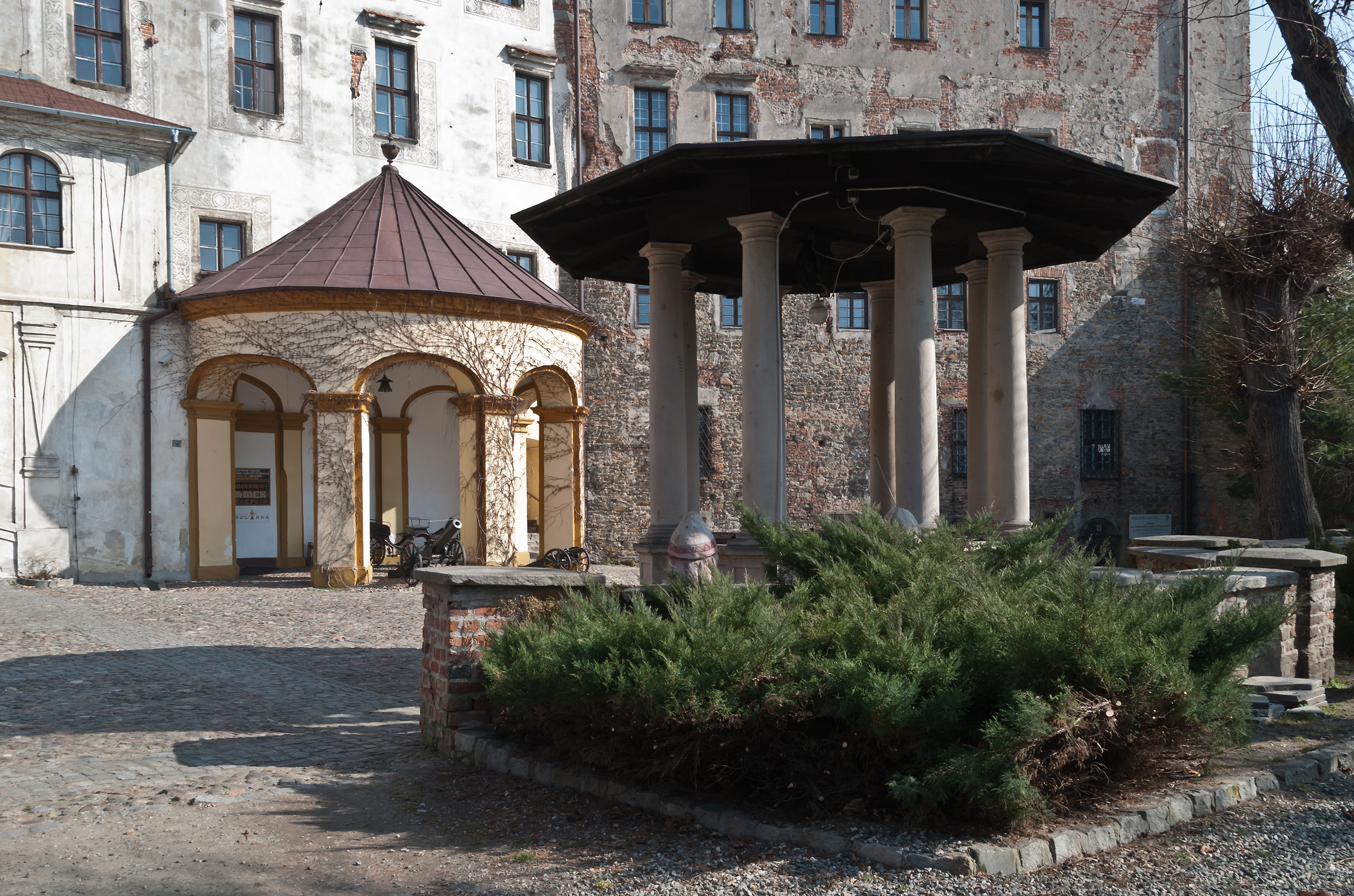
Studnia na dziedzińcu

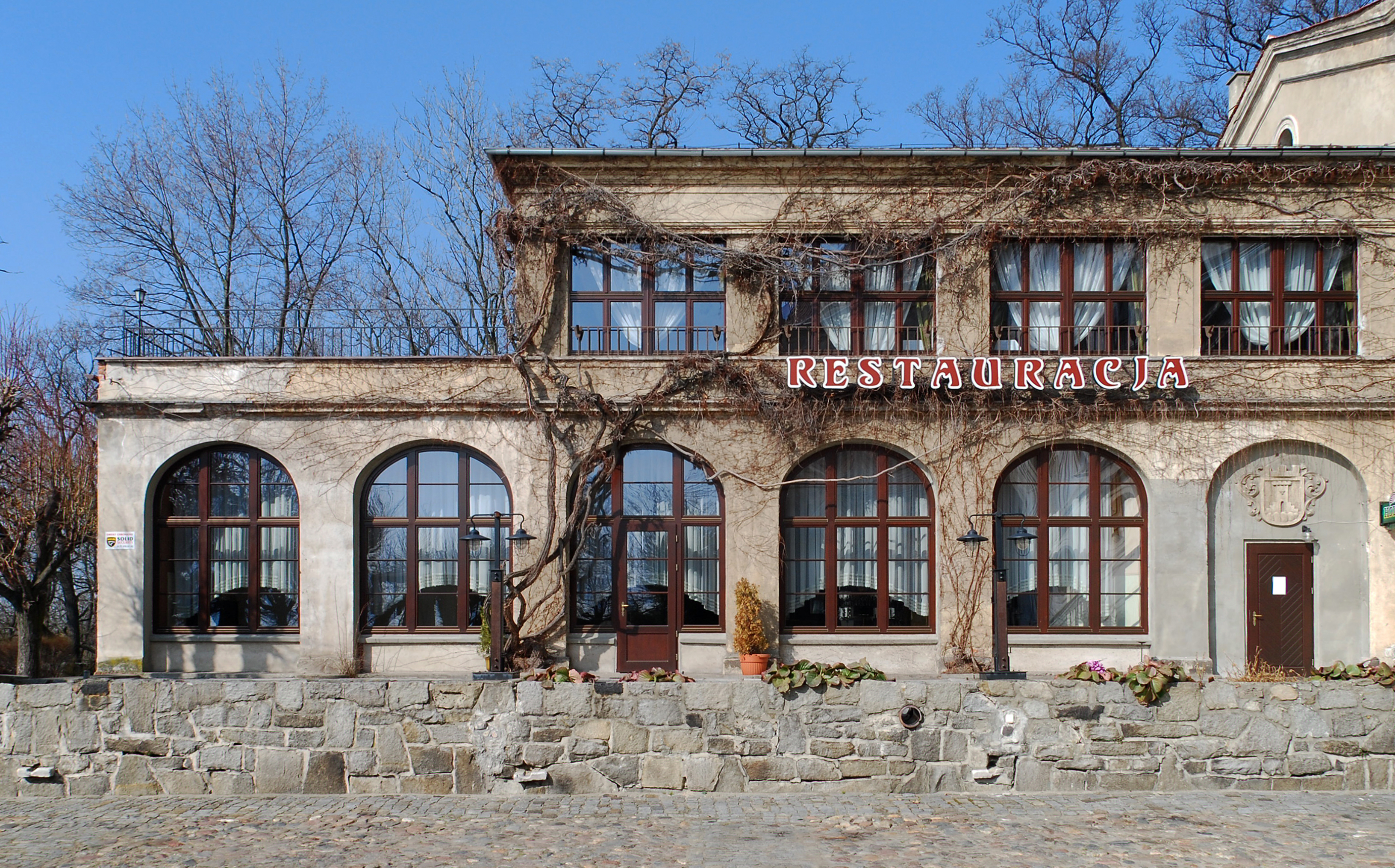
Arkady

Zamek w Otmuchowie – budowla wzniesiona w średniowieczu, rozbudowana w latach 1585–1596 w stylu renesansowym, przebudowana w XVII w. w stylu barokowym, rezydencja biskupów wrocławskich do 1810.

## Historia
Nie wiadomo dokładnie, kiedy zostały wzniesione mury średniowiecznego zamku. Gród kasztelański, wzmiankowany w bulli papieskiej Hadriana IV już w 1155, został ostatecznie przekazany przez Henryka Probusa, na mocy testamentu z 1290, biskupom wrocławskim. Tym samym zakończył się wieloletni lokalny spór Probusa z biskupem Tomaszem II o te dobra. W 1810 na skutek sekularyzacji miasto i zamek przeszły na własność państwa.
Po zakończeniu konfliktu odbudowano zamek na planie poprzednika, a główne prace budowlane prowadzone były w latach 1341–1376, za czasów biskupa Przecława z Pogorzeli. Budowla, z powodu mieszczącego się tam skarbca biskupów, była wielokrotnie atakowana, głównie przez husytów i zbrojnie sprawdzała się w walce.
W latach 1484–1485 warownię rozbudował Jan IV Roth w stylu późnego gotyku, kładąc nacisk na modernizację systemu obronnego. 
Kolejną zmianę przyniosły lata 1585–1596, kiedy to biskup Andrzej Jerin przekształcił średniowieczny zamek w renesansową rezydencję. Zrujnowany wojną trzydziestoletnią został odbudowany w latach 1625–1665 przez Karola Ferdynanda Wazę. Kolejne innowacje zamek zawdzięczał Ludwikowi Franciszkowi Neuburgowi. Za jego bytności w Otmuchowie powstało w zachodniej części skrzydło mieszkalne oraz nowy budynek zwany dolnym zamkiem (1706–1707). W początkowej fazie wojny śląskiej w 1741 budowla uległa zniszczeniu od północnej oraz zachodniej strony; została wprawdzie odbudowana, jednak tylko częściowo, i pełniła od tej pory jedynie funkcję administracyjną. Biskup wyprowadził się z miasta przejętego przez Prusy. 

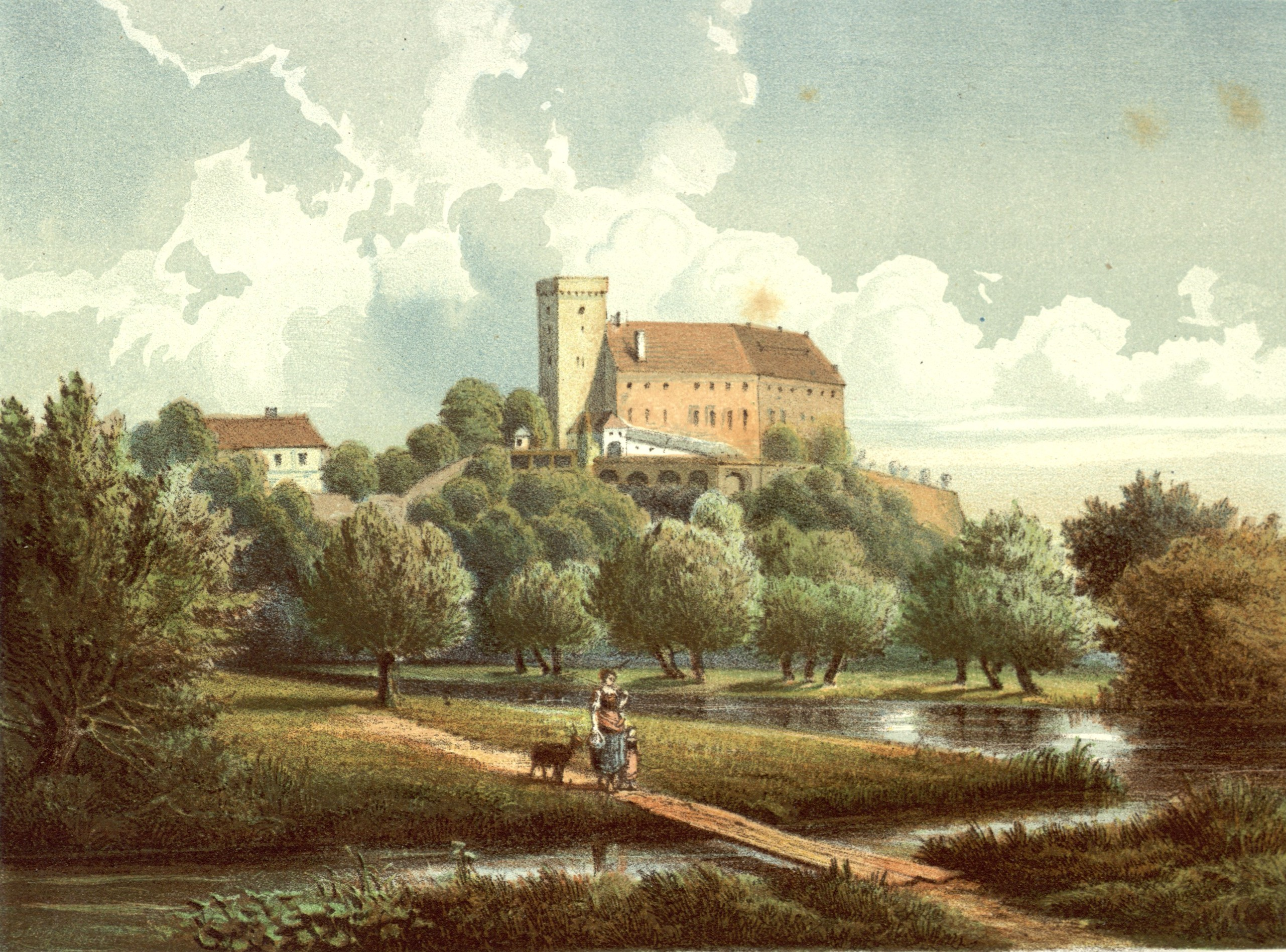
Zamek na litografii z 1857 r.

Po wprowadzeniu w życie sekularyzacji zamek stał się własnością Hohenzollernów, którzy darowali go, za zasługi dla państwa pruskiego, Wilhelmowi von Humboldtowi (1830). Nowy właściciel zamieszkał w dolnym zamku i polecił rozbiórkę południowej oraz zachodniej części warowni, by uzyskany budulec przeznaczyć na renowację najlepiej zachowanego północnego skrzydła. W miejscu powstałej wolnej przestrzeni założono ogród. W 1929 zamek przeszedł na własność gminy Otmuchów, sprzedany przez prawnuka Wihelma – Bernarda von Humboldta-Dachroedena.

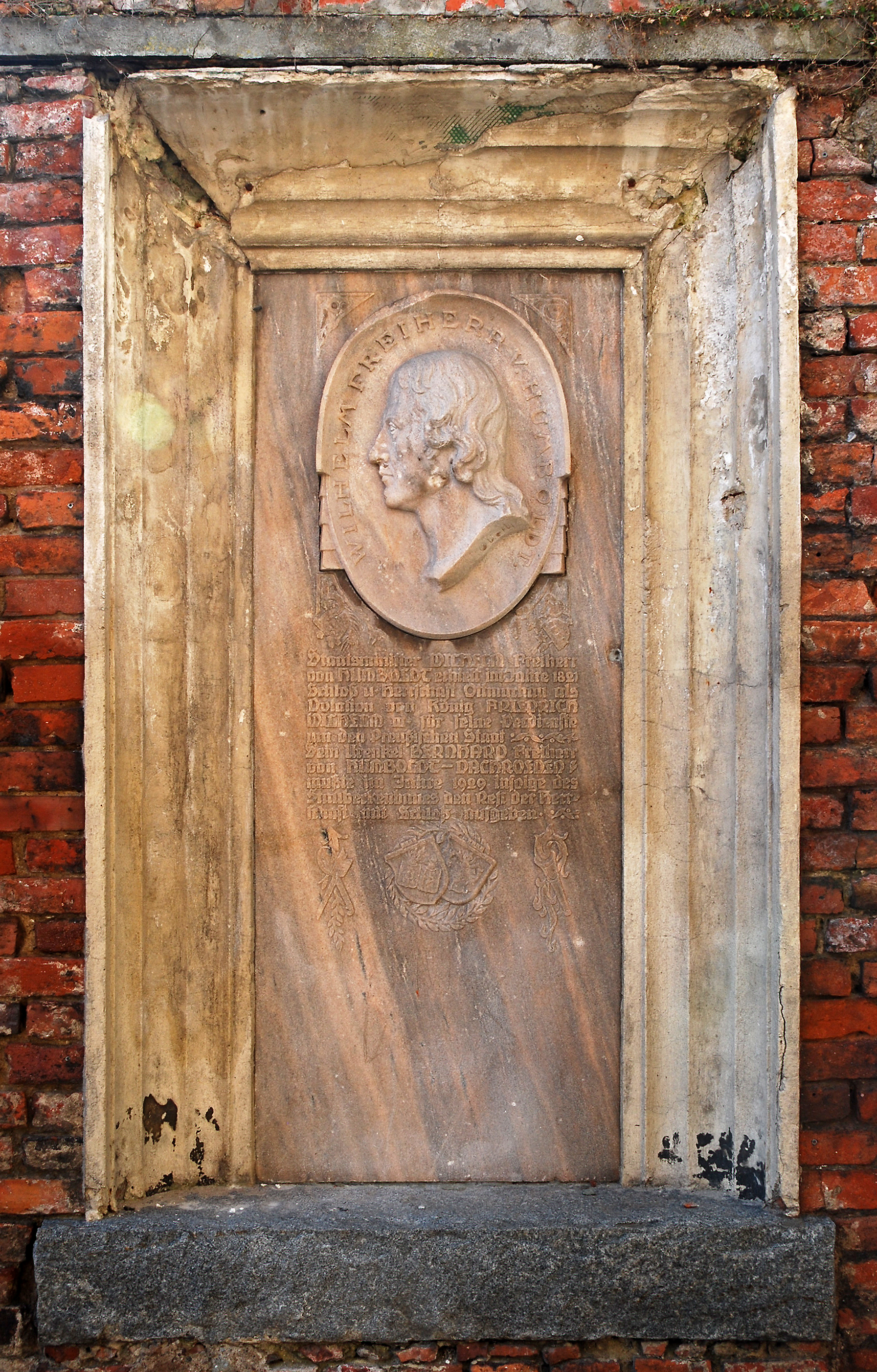
Tablica Wilhelma von Humboldta z herbami
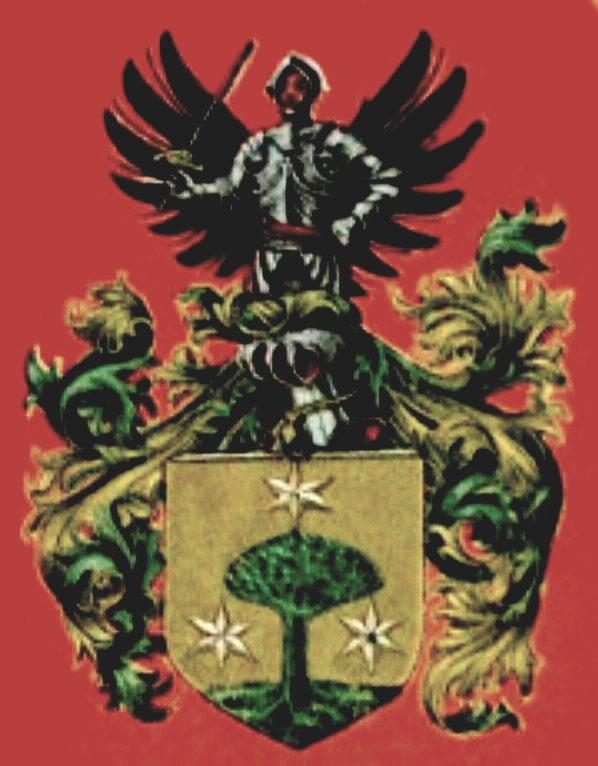
Herb von Humboldt
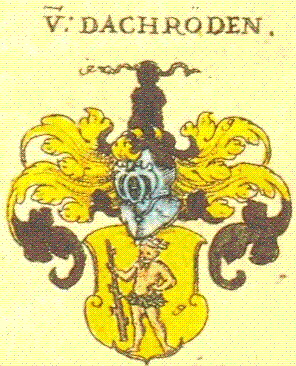
Herb von  Dacheröden

## Architektura
Warownia zbudowana na granitowym wzniesieniu (225 m n.p.m.) góruje nad okolicą. Pierwotny średniowieczny zamek mieścił się tam, gdzie obecnie znajduje się wschodnia część północnego skrzydła budowli. Był to budynek trójdzielny na planie prostokąta o wymiarach 11,5 × 22 m. Z tego samego okresu pochodzi, zachowana do dziś, wysoka czworoboczna wieża zwieńczona machikułami. Całość połączona była murami obronnymi i otoczona fosą. Północną ścianę wieży zdobił herb biskupa Jerina w otoczeniu Jana Chrzciciela i Jana Ewangelisty. Wewnątrz zachowały się pomieszczenia dla skazańców i więźniów.
W ramach przebudowy zamek zyskał strzelnice do obrony artyleryjskiej, basteje i nową szyję bramną. W XVI wieku dobudowano zachodnie i południowe skrzydła z arkadowymi krużgankami, a tym samym zamknięto wewnętrzny dziedziniec. Zamkowe pomieszczenia urządzono w stylu renesansowym, wykonano portale ozdobione motywami roślinnymi i zwierzęcymi w technice sgraffitowej. Zachowały się fragmenty renesansowego stropu z przełomu XVI i XVII wieku z profilowanymi belkami pokrytymi malowidłami kwiatowymi.
Kolejne przebudowy w okresie baroku zmieniły wygląd zamku. Przede wszystkim zmieniono wystrój komnat, powiększono okna, dobudowano wewnętrzną klatkę schodową, a na zewnątrz, od strony dziedzińca, kolisty pawilon wejściowy z szerokimi, łagodnie wznoszącymi się schodami, umożliwiającymi wnoszenie biskupa w lektyce (tzw. końskie schody). Powstały one z inicjatywy biskupa Filipa von Sinzendorfa, który chory był na podagrę. Stara, głęboka studnia zbudowana na dziedzińcu zyskała w XIX wieku obudowę przypominającą altankę. Zachowane zabudowania są niewielką częścią pierwotnego założenia.